# Seemann paß auf
Seemann paß auf (Originaltitel: Sailor Beware) ist eine US-amerikanische Filmkomödie aus dem Jahr 1952, basierend auf einem Bühnenstück von Kenyon Nicholson. Dieser Film zählt zu den zahlreichen Filmkomödien ähnlichen Stils, die Hal B. Wallis für Paramount mit dem auch auf der Showbühne sehr populären Duo Martin & Lewis produzierte. Die deutschsprachige Erstaufführung fand am 15. August 1952 statt.

## Handlung
Melvin Jones tritt der Navy bei, dem Rat seines Arztes folgend, der dort eine Besserung von Melvins zahlreichen Allergien (u. a. gegen Lippenstift) erhofft. Er trifft dort auf Nachtclubsänger Al Crowthers, der sich bessere Chancen bei der Damenwelt erhofft, wenn er eine Uniform trägt. Da Melvin sich in seiner naiven Art sehr von den anderen Matrosen unterscheidet, sind zu seinem Leidwesen alle Frauen an Bord hinter ihm her, was ihn von einer Peinlichkeit in die nächste geraten lässt.
Als Melvin sich in Hilda Jones verliebt (die kein Make-up trägt), wird diese Beziehung auf eine harte Probe gestellt: Al und Offizier Lardoski wetten immer wieder, welche Frau ihn küssen soll (und umgekehrt); darunter auch die Sängerin Corinne Calvet. Der über die Wette mittlerweile aufgeklärte Melvin versucht nun mit allen Mitteln, Calvet den Kuss zu entlocken, was Hildas Eifersucht immer mehr steigert. Nachdem Lardoski ihn sogar in Haft nimmt, um seinerseits die Wette zu gewinnen, kann Melvin im Hula-Röckchen entkommen, den Kuss ergattern, somit die Wette gewinnen und mit der versöhnten Hilda in die Zukunft schippern.

## Hintergrund
Dies war der fünfte von insgesamt 16 Filmen, die Jerry Lewis und Dean Martin miteinander drehten. In einem Cameo-Auftritt ist Betty Hutton zu sehen, die in einer Szene eine Frau namens „Hetty Button“ spielt. Weiterhin ist der damals noch unbekannte James Dean in einer kleinen Rolle in der Umkleide zu sehen, er hatte eine Dialogzeile mit dem Satz: „That guy's a professional!“

## Kritik
Das Lexikon des internationalen Films sah einen „überdrehte(n) Ulk, reich an kindischen Einfällen und nur manchmal mit originellen Slapstickeinlagen gesegnet.“
Bosley Crowther anerkannte die Komik des Paares, sah aber den Film auf die beiden Hauptdarsteller (und im Besonderen auf Lewis) zugeschnitten, deren Routinen zwar funktionierten, aber auf die Dauer des Films sei dies nicht ausreichend und sich ermüdeten.